# Anarthropora monodon
Anarthropora monodon är en mossdjursart som först beskrevs av Busk 1860. Anarthropora monodon ingår i släktet Anarthropora, och familjen Exechonellidae. Inga underarter finns listade i Catalogue of Life.